# العلاقات الكورية الجنوبية الميكرونيسية
العلاقات الكورية الجنوبية الميكرونيسية هي العلاقات الثنائية التي تجمع بين كوريا الجنوبية وولايات ميكرونيسيا المتحدة.

## مقارنة بين البلدين
هذه مقارنة عامة ومرجعية للدولتين:
| وجه المقارنة                                              | كوريا الجنوبية                                                          | ولايات ميكرونيسيا المتحدة |
| --------------------------------------------------------- | ----------------------------------------------------------------------- | ------------------------- |
| المساحة (كم2)                                             | 100.30 ألف                                                              | 702                       |
| عدد السكان (نسمة)                                         | 51.47 مليون                                                             | 105.54 ألف                |
| الكثافة السكانية (ن./كم²)                                 | 513.16                                                                  | 15.03 ألف                 |
| العاصمة                                                   | سول                                                                     | باليكير                   |
| اللغة الرسمية                                             | اللغة الكورية                                                           | لغة إنجليزية              |
| العملة                                                    | وون كوري جنوبي                                                          | دولار أمريكي              |
| الناتج المحلي الإجمالي (بليون دولار)                      | 1.53 تريليون                                                            | 336.43 مليون              |
| الناتج المحلي الإجمالي (تعادل القوة الشرائية) بليون دولار | 1.75 تريليون                                                            | 365.27 مليون              |
| الناتج المحلي الإجمالي الاسمي للفرد دولار أمريكي          | 27.22 ألف                                                               | 3.02 ألف                  |
| الناتج المحلي الإجمالي للفرد دولار أمريكي                 |                                                                         |                           |
| مؤشر التنمية البشرية                                      | 0.901                                                                   | 0.640                     |
| رمز المكالمات الدولي                                      | +82                                                                     | +691                      |
| رمز الإنترنت                                              | .kr                                                                     | .fm                       |
| المنطقة الزمنية                                           | توقيت كوريا الجنوبية، ت ع م+09:00، آسيا/سيول ‏، ت ع م+08:00، ت ع م+08:30 |                           |

## منظمات دولية مشتركة
يشترك البلدان في عضوية مجموعة من المنظمات الدولية، منها:
| علم المنظمة | اسم المنظمة                               | تاريخ انضمام كوريا الجنوبية | تاريخ انضمام ولايات ميكرونيسيا المتحدة |
| ----------- | ----------------------------------------- | --------------------------- | -------------------------------------- |
|             | مؤسسة التمويل الدولية                     | 16 مارس 1964                | 24 يونيو 1993                          |
|             | منظمة حظر الأسلحة الكيميائية              | ?                           | ?                                      |
|             | يونسكو                                    | 14 يونيو 1950               | 19 أكتوبر 1999                         |
|             | الأمم المتحدة                             | 17 سبتمبر 1991              | 17 سبتمبر 1991                         |
|             | البنك الدولي للإنشاء والتعمير             | 26 أغسطس 1955               | 24 يونيو 1993                          |
|             | مؤسسة التنمية الدولية                     | 18 مايو 1961                | 24 يونيو 1993                          |
|             | بنك التنمية الآسيوي                       | 1966                        | 1990                                   |
|             | المركز الدولي لتسوية المنازعات الاستشارية | 23 مارس 1967                | 24 يوليو 1993                          |
|             | وكالة ضمان الاستثمار متعدد الأطراف        | 12 أبريل 1988               | 11 أغسطس 1993                          |

## وصلات خارجية
- موقع وزارة الخارجية الكورية الجنوبية